# 여주 마암
여주 마암(驪州 馬巖)은 대한민국 경기도 여주시 상동에 있는 화강암 바위이다. 2012년 8월 27일 여주시의 향토유적 제20호로 지정되었다.

## 개요
마암(馬巖)은 여주팔경 중 제2경으로 여주의 옛지명 ‘황려(黃驪)’와 연관이 있으며, 여주의 대표적 성씨인 여흥민씨의 시조가 탄생했다는 이야기가 전해지는 자연경관유적이다. 마암은 해동지도, 1872년 지방도 등 각종 고지도에 모두 그려져 있다. 이규보, 이색, 서거정, 정약용 등 당대의 시인묵객들이 마암에 찾아와 시와 풍류를 즐기던 명소로 전해져 왔다. 현재 마암이 시작되는 평평한 바위면에 '馬巖'이라 큰 글씨가, 위쪽에 여주목사를 역임한 '이인응(李寅應)'과 '시월(十月) 일각(日刻)'이, 오른쪽에 여주군수를 지낸 '신현태(申鉉泰)'라는 글씨가 새겨져 있다.

### 지질
여주 마암은 지질학적으로 중생대 쥐라기에 형성된 대보 화강암에 해당하는 화강암으로 구성된 바위이다. 
여주 마암
- 남한강 건너편에서 본 여주 마암
- 여주 마암 전면
- 여주 마암 측면
- 여주 마암 안내판

### 찾아가는 길
여주 마암은 남한강변에 있는 영월공원(도로명주소: 여주시 주내로 13)에서 접근할 수 있다. 영월근린공원 주차장에서 그리스군참전비를 지나 강변으로 내려가면 화강암 바위가 드러나 있다. 

## 같이 보기
- 여주 입암
- 여주시의 지질